# Babilonska matematika
Babilonska matematika, znana tudi kot asirsko-babilonska matematika, je bila matematika, ki so jo od zgodnje Sumerije do padca Babilona leta 539 pr. n. št. razvila ali prakticirala ljudstva v Mezopotamiji. Babilonska matematična besedila so obsežna in lepo urejena. Po času se lahko razdeli na dve različni obdobji: starobabilonsko obdobje (1830-1531 pr. n. št.) in (predvsem) selevkidsko obdobje v zadnjih treh ali štirih stoletjih pr. n. št.. Po vsebini med njima ni bilo skoraj nobenih razlik. Babilonska matematika je tako po značaju kot po vsebini ostala nespremenjena skoraj dve tisočletji.
V nasprotju z egipčansko matematiko, za katero je zelo malo pisnih virov, je babilonska matematika bogato dokumentirana na približno 400 glinastih tablicah, ki so jih izkopali od 1860. let. Besedila so pisana v klinopisu na tablice iz vlažne gline in nato zapečene ali posušene na soncu. Večina odkritih tablic je iz obdobja 1800 do 1600 pr. n. št. in obravnava ulomke, algebro, kvadratne in kubične enačbe in Pitagorov izrek. Na tablici  YBC 7289 je aproksimacija kvadratnega korena števila 2 ({\displaystyle {\sqrt {2}}}), točna na tri šestdesetiška oziroma sedem desetiških decimalnih mest.

## Začetki
Babilonska matematika je niz numeričnih in bolj zahtevnih matematičnih operacij, ki so se razvile na antičnem Bližnjem vzhodu, zapisanih v klinopisu na glinastih tablicah, predvsem v sumerskem in akadskem jeziku. Zaradi obilja podatkov iz starobabilonskega obdobja v zgodnjem 2. tisočletju pr. n. št. je njihovo preučevanje osredotočeno ravno na to obdobje.  O tem, kdaj je najzgodnejša babilonska matematika nastala, je bilo v preteklosti veliko razprav. Zgodovinarji so predlagali datume od 5. do 3. tisočletja pr. n. št.. 
Naziv babilonska verjetno ni najbolj primeren, ker so se že v 5. tisočletju pr. n. št. uporabljali pripomočki za računanje, na primer popisani koščki gline (bullae) in žetoni.

## Babilonske številke
Babilonci so uporabljali šestdesetiški številski sistem z osnovo 60. Sistem se še danes uporablja na primer za merjenje časa (ura ima 60 minut in minuta 60 sekund) in kota (polni kot ima 360°). Babilonci so v matematiko vnesli velik napredek, predvsem zaradi dveh dejstev. Število 60 je izredno zelo sestavljeno število, ki je deljivo z 1, 2, 3, 4, 5, 6, 10, 12, 15, 20, 30 in s samim seboj, kar omogoča enostavno računanje z ulomki. Poleg tega so, za razliko od Egipčanov in Rimljanov, uvedli sistem mestnih vrednosti, v katerem vrednost številke ni odvisna samo od nje same, ampak tudi od njene lege v zapisu števila. Sistem je bil precej podoben sodobnemu desetiškemu sistemu. Vrednosti mest so padale od leve proti desni, tako da se je na primer število 734 zapisalo s 7·100 + 3·10 + 4.

## Sumerska matematika
Sumerci so po letu 3000 pr. n. št. razvili zapleten sistem merskih enot. Po letu 2600 pr. n. št. so na glinaste tablice že zapisovali tabele za množenje in se ukvarjali z geometrijskimi nalogami  in problemi z deljenjem. Iz tega obdobja so tudi najstarejši sledovi babilonskih številk.

## Starobabilonska matematika (2000–1600 pr. n. št.)
Večina glinastih tablic z matematično vsebino je iz starobabilonskega obdobja, zato se matematika običajno imenuje babilonska. Prva skupina tablic vsebuje matematične sezname in tabele, druga pa matematične probleme in izdelane rešitve.

### Aritmetika
Babilonci so si pri aritmetiki pomagali z že izračunanimi tabelami. Na dveh tablicah iz leta 2000 pr. n. št., ki so jih leta 1854 odkrili v Sankari ob Evfratu, so zapisani kvadrati števil do 59 in kubi števil do 32. Za poenostavitev množenja so uporabljali tabele kvadratov in naslednji enačbi:
{\displaystyle ab={\frac {(a+b)^{2}-a^{2}-b^{2}}{2}}\!\,,}
{\displaystyle ab={\frac {(a+b)^{2}-(a-b)^{2}}{4}}\!\,.}
Babilonci niso imeli algoritma za dolgo deljenje. Namesto tega so uporabljali enačbo:
{\displaystyle {\frac {a}{b}}=a\cdot {\frac {1}{b}}\!\,}
in tabelo obratnih vrednosti. Števila, katerih prafaktorji so bili samo 2, 3 in 5, so imela v šestdesetiškem zapisu končne obratne vrednosti. Arheologi so odkrili veliko tablic z obsežnimi seznami obratnih vrednosti.
Obratne vrednosti, na primer 1/7, 1/11, 1/13, v šestdesetiškem zapisu nimajo končnih vrednosti. Za izračun 1/13 ali deljenje s 13 so Babilonci uporabljali približke, na primer:
{\displaystyle {\frac {1}{13}}={\frac {7}{91}}=7\cdot {\frac {1}{91}}\approx 7\cdot {\frac {1}{90}}=7\cdot {\frac {40}{3600}}={\frac {280}{3600}}={\frac {4}{60}}+{\frac {40}{3600}}\!\,.}

### Algebra
Babilonci so poleg aritmetičnih izračunov razvili tudi algebrske metode za reševanje enačb. Tudi pri njih so si pomagali s tabelami že izračunanih vrednosti.
Za reševanje kvadratnih enačb so uporabljali standardno kvadratno enačbo v obliki:
{\displaystyle \ x^{2}+bx=c\!\,,}
v kateri {\displaystyle a\,} in {\displaystyle b\,} nista nujno bila celi števili, {\displaystyle c\,} pa je bil vedno pozitiven. Vedeli so, da je rešitev takšne enačbe:
{\displaystyle x=-{\frac {b}{2}}+{\sqrt {\left({\frac {b}{2}}\right)^{2}+c}}\!\,.}
Iz tabel kvadratov so nato poiskali njihove kvadratne korene. Vedno so uporabljali samo pozitivne korene, ker so bili edini smiselni za reševanje realnih problemov. Na ta način so  znali izračunati na primer stranice pravokotnika, za katerega so vedeli ploščino in razliko med dolžino in širino.
Za reševanje nekaterih kubičnih enačb so porabljali preglednice vrednosti n3 + n2. Za zgled se predpostavi enačbo:
{\displaystyle \ ax^{3}+bx^{2}=c\!\,.}
Z množenjem enačbe z {\displaystyle a^{2}\,} in deljenjem z {\displaystyle b^{3}\,} se dobi:
{\displaystyle \left({\frac {ax}{b}}\right)^{3}+\left({\frac {ax}{b}}\right)^{2}={\frac {ca^{2}}{b^{3}}}\!\,.}
S substitucijo {\displaystyle y=ax/b\,} se dobi enačbo:
{\displaystyle y^{3}+y^{2}={\frac {ca^{2}}{b^{3}}}\!\,,}
ki je rešljiva tako, da se v tabeli {\displaystyle n^{3}+n^{2}\,} poišče vrednost, ki je najbližja vrednosti desne strani enačbe. Babilonci so to dosegli brez algebrskih zapisov, kar kaže na njihovo globoko razumevanje problema. Splošne metode za reševanje kubičnih enačb niso poznali.

### Računanje rasti
Babilonci so modelirali eksponentno rast, nenaravno rast (z eno od sigmoidnih funkcij) in čas podvojitve. Slednjega so uporabljali za računanje obresti.
Na glinasti tablici iz obdobja okoli leta 2000 pr. n. št. je naslednja naloga: »Izračunaj čas podvojitve (kapitala) za (navadno) mesečno obrestno mero 1/60«. Izračun pokaže, da znaša letna obrestna mera 12/60, se pravi 20 %, torej se kapital podvoji v 5-ih letih.

### Plimpton 322
Tablica Plimpton 322 vsebuje seznam pitagorejskih trojic, se pravi takšnih celih števil {\displaystyle a\,}, {\displaystyle b\,} in {\displaystyle c\,}, za katere je {\displaystyle a^{2}+b^{2}=c^{2}\,}. Število trojic na tablici je preveliko in števila so prevelika, da so jih dobili na silo.
O tem je bilo napisano veliko razprav, vključno z nekaterimi špekulacijami, glede tega, ali je tabela služila kot zgodnja trigonometrična tablica. Vprašanje, kako je bila izračunana, nima istega odgovora kot vprašanje, čemu je služila. Na prvo vprašanje se najbolj zadovoljivo odgovori, da z recipročnimi pari, kar so prvič predlagali pred približno sto leti. Odgovor na drugo vprašanje je, da so z njimi reševali probleme z nekaterimi vrstami pravokotnih trikotnikov.

### Geometrija
Babilonci so poznali pravila za računanje prostornin in ploščin. Obseg kroga so računali kot tri njegove premere, njegovo ploščino pa kot 1/12 kvadrata premera, kar bi bilo res, če bi bilo število π enako 3. Prostornino valja so računali kot zmnožek osnovne ploskve in višine, prostornino prisekanega stožca in prisekane kvadratne piramide pa so napačno računali kot zmnožek višine in polovice vsot obeh osnovnih ploskev. Poznali so tudi Pitagorov izrek.
V babilonskih besedilih je π ≈ 3, kar je dovolj točno za arhitekturne projekte tistega časa. To vrednost se omenja tudi pri opisu Salomonovega templja v Hebrejski bibliji. Babilonci so se zavedali, da je vrednost samo približna. Na eni od babilonskih matematičnih tablic iz 19.-17. stoletja pr. n. št., ki so jih leta 1936 izkopali v bližini Suse, so odkrili izračun π = 25/8 (= 3,125). Vrednost je samo približno 0,5 % manjša od njegove točne vrednosti.
Enota za merjenje razdalje je bila babilonska milja, ki je merila približno 11,3 km. Enoto za razdaljo so kasneje pretvorili v časovno miljo, ki so jo uporabljali za računanje potovanja Sonca, se pravi časa.
Babilonci so poznali izreke o razmerjih stranic podobnih trikotnikov. Zaradi pomanjkljive  predstave  o merjenju kota, so namesto tega preučevali stranice trikotnikov.
Babilonski astronomi so točno zapisovali vzhode in zahode zvezd, gibanje planetov ter Sončeve in Lunine mrke, ki so zahtevali poznavanje kotnih razdalj, merjenih na nebesnem svodu.
Otto Eduard Neugebauer je v 1950. letih odkril, da so za računanje efemeride (tabel astronomskih leg) uporabljali tudi nekakšno Fourierovo analizo.

## Vpliv na druge civilizacije
Ob ponovnem odkritju babilonske civilizacije je postalo jasno, da so si grški in helenistični matematiki in astronomi, še posebej Hiparh, večino znanja sposodili pri Babiloncih. 
Nemški asiriolog Franz Xaver Kugler je v svoji knjigi Babilonsko lunarno računanje (Die Babylonische Mondrechnung) objavil, da Ptolemaj v svojem Almagestu IV.2 trdi, da je Hiparh izračunal bolj točne čase Luninih men od tistih, ki so mu bile znane »od še starejših astronomov«, tako da je primerjal kaldejska in svoja opazovanja Luninih mrkov. Kugler je odkril, da so periode, ki jih je Ptolemaj pripisoval Hiparhu, uporabljali že stari Babilonci. Hiparh je torej s svojimi opazovanji samo potrdil vrednosti period, odkritih v kaldejskem obdobju.
Jasno je, da sta imela Hiparh in za njim Ptolemaj skoraj popoln seznam več stoletij trajajočih opazovanj mrkov. Podatki so bili najverjetneje povzeti iz tabel kaldejskih rutinskih dnevnih opazovanj, v katerih so bili zapisani vsi pomembni dogodki. Ohranjeni zapisi so iz obdobja 652 pr. n. št do 130 n. št., dogodki pa so se verjetno dokumentirali že od vladavine babilonskega kralja Nabonasarja. Ptolemaj je začel svojo kronologijo s prvim dnem egipčanskega koledarja prvega leta vladanja Nabonasarja, se pravi 26. februarja 747 pr. n. št..
Neobdelani podatki v dnevnih zapisih so bili zelo nepregledni in težko uporabni, zato so nedvomno že Kaldejci pripravili izvlečke, na primer pregled vseh opaženih mrkov, ki so jim omogočili izračun periodičnosti pojavov. Babilonci so podatke uporabili tudi v sistemu B:
- 223 sinodskih mesecev = 239 vrnitev v anomalijo (anomalistični mesec) = 242 vrnitev v zemljepisno širino (drakonski mesec). Obdobje je zdaj znano kot saroški cikel, ki je uporaben za napovedovanje Sončevih in Luninih mrkov.
- 251 (sinodskih) mesecev = 269 vrnitev v anomalijo
- 5458 (sinodskih) mesecev = 5923 vrnitev v zemljepisno širino

1 sinodski mesec  = 29;31:50:08:20 dni v šestdesetiškem, oziroma 29,53059413... dni v decimalnem zapisu, oziroma 29 dni 12 ur 44 minut 3⅓ sekund. Babilonci so vse periode računali v sinodskih mesecih, morda zato, ker so uporabljali lunisolarni koledar. Zaradi povezav z različnimi letnimi dogodki so bila leta različno dolga.
Poznali so tudi različne povezave med periodami planetov. Izračune, ki jih Ptolemaj v Almagestu IX.3 pripisuje Hiparhu, so uporabljali že Babilonci, kar dokazujejo zapisi na glinastih tablicah.
Vse znanje se je preneslo na stare Grke verjetno kmalu po Aleksandrovi osvojitvi Mezopotamije leta 331 pr. n. št.. Kasnejši klasični filozof Simplikij (začetek 6. stoletja n. št.) je trdil, da je Aleksander Veliki ukazal, naj se vsi zgodovinski astronomski zapisi pod nadzorom letopisca Kalistena iz Olinta prevedejo v grščino in pošljejo njegovemu stricu Aristotelu. Simplikij je kljub temu, da je zelo pozen vir, dokaj zanesljiv. Nekaj časa je preživel v izgnanstvu na sasanidskem (perzijskem) dvoru, kjer bi lahko imel dostop do virov, ki so se na Zahodu izgubili.
Aristotelov učenec Kalip iz Kizika je uvedel 76 letni cikel, s katerim je izboljšal 19 letni Metonov cikel. Prvo leto njegovega prvega cikla se je začelo 28. junija 330 pr. n. št., kasneje pa je lunarne mesece verjetno štel od prvega meseca po Aleksandrovi odločilni zmagi v bitki pri Gavgameli leta 331 pr. n. št.. Tudi Kalip je dobil podatke morda iz babilonskih virov. Znano je tudi, da je babilonski svečenik Beros okoli leta 281 pr. n. št. za novega vladarja Antioha I. napisal knjigo o (precej mitološki) zgodovini Babilonije z naslovom Babyloniaca. Antioh je na grškem otoku Kosu kasneje ustanovil šolo astrologije. Drugi kandidat, ki bi Grke lahko učil babilonske astronomije/astrologije, je bil Sudin, ki je v poznem 3. stoletju pr. n. št. živel na dvoru Atala I. Soterja.
Prevod astronomskih zapisov je vsekakor zahteva poglobljeno znanje klinopisa, jezika in postopkov, zato se zdi verjetno, da je to opravilo nekaj neznanih Kaldejcev.
Babilonski zapisi so bili datirani v mesecih, ki so imeli 29 ali 30 dni in letih, ki so imela 12 ali 13 mesecev. V tistem času niso uporabljali koledarja, ki bi temeljil na primer na metonskem ciklu, ampak so vsak mesec začeli s pojavom mlade Lune. Računanje časovnih intervalov med astronomskimi dogodki je zato zelo zapleteno in utrudljivo.
Hiparh je to morda opravil s prenosom zapisov v egipčanski koledar, ki je imel vedno 365 dni, razdeljenih na 12 mesecev po 30 dni in 5 dodatnih dni. Računanje intervalov je s tem postalo mnogo lažje. Ptolemaj je vse dogodke datiral po tem koledarju in celo pripomnil, da je »vse, kar ja naredil Hiparh, samo pretvorba opazovanj planetov v bolj uporabno obliko« (Almagest IX.2). Plinij starejši je  v svoji Naturalis Historia II.IX(53) o napovedovanju mrkov napisal: »Po njihovem času (je Tales) poti obeh zvezd (Sonca in Lune) 600 let napovedal po Hiparhu...«. To bi lahko pomenilo, da je Hiparh napovedal mrke za obdobje 600 let, kar je zaradi izjemno obsežnega računanja zelo malo verjetno. Hiparh je namesto tega verjetno naredil seznam vseh mrkov od Nabonaserjevega do svojega časa.
Drugi sledovi babilonskega znanja v Hiparhovih delih so:
- prvo znano grško deljenje kroga na 360 stopinj po 60 ločnih minut,
- prva skladna raba šestdesetiškega številskega sistema,
- raba enote pehus (vatel), ki je merila 2° ali 2½° in
- uporaba kratke periode 248 dni = 9 anomalističnih mesecev.